# Рафаел Мендез (фудбалер)
Рафаел Мендез (Ла Паз, 1904 - 1982) био је боливијски фудбалер који је играо као нападач.

## Репрезентативна каријера
Током каријере наступио је два пута за репрезентацију Боливије, на Светском купу 1930. године.